# بن شاپیرو
بنجامین آرون شاپیرو (به انگلیسی: Benjamin Aaron Shapiro؛ متولد ۱۵ ژانویه ۱۹۸۴) مشهور به بن شاپیرو، یک تحلیلگر سیاسی محافظه‌کار، نویسنده و وکیل یهودی اهل آمریکا است. او اولین کتاب خود را به نام «شست‌وشوی مغزی شده» در سال ۲۰۰۴ منتشر کرد. او همچنین در سن ۱۷ سالگی جوانترین ستون‌نویس ملی آمریکا شد.
شاپیرو برای نیوزویک می‌نویسد و به عنوان سردبیر دیلی‌وایر فعالیت می‌کند. او پیش از این از سال ۲۰۱۲ تا ۲۰۱۶ به عنوان سردبیر دورکار برایتبارت فعالیت می‌کرد و به دلیل اختلاف عقیده در مورد دونالد ترامپ از این رسانه کناره‌گیری کرد. شاپیرو همچنین در دیلی‌وایر، پادکست و برنامه اختصاصی خودش را میزبانی می‌کند.